# 1817 (numero)
Milleottocentodiciassette (1817) è il numero naturale dopo il 1816 e prima del 1818.

## Proprietà matematiche
- È un numero dispari.
- È un numero composto da 4 divisori: 1, 23, 79, 1817. Poiché la somma dei suoi divisori (escluso il numero stesso) è 103 < 1817, è un numero difettivo.
- È un numero semiprimo.
- È un numero omirpimes in quanto anche qualora scritto al contrario, ovvero 7181 = 43 × 167 è semiprimo.
- È un numero nontotiente in quanto dispari e diverso da 1.
- È un numero palindromo e un numero ondulante nel sistema posizionale a base 13 (A9A).
- È un numero intero privo di quadrati.
- È un numero malvagio.
- È parte delle terne pitagoriche (1817, 2856, 3385), (1817, 20856, 20935), (1817, 71760, 71783), (1817, 1650744, 1650745).